# Jean-Michel Calvez
Pour les articles homonymes, voir Calvez.
Œuvres principales
Planète des vents, Huis clones, STYx, Manières noires, IF 837
Jean-Michel Calvez est un écrivain français de science-fiction et de fantastique né le 12 août 1961. Ce scientifique (il est ingénieur en constructions navales) est l'auteur d'une douzaine de romans dans lesquels il aborde les facettes les plus diverses de la science-fiction, comme le planet opera, le voyage dans le temps, le space opera, les extraterrestres ou la hard science, quand il ne s'essaye pas au roman policier.
Jean-Michel Calvez écrit aussi du fantastique pour lequel il privilégie la forme courte. Il a publié une cinquantaine de nouvelles dans plusieurs revues et anthologies. Quelques-unes d'entre elles ont été réunies dans un recueil sur le thème de la mort.
En parallèle à son travail d'auteur, depuis 2013, Jean-Michel Calvez est directeur de la collection de science-fiction des éditions Asgard :  Espace Compris.
Enfin, Jean-Michel Calvez se consacre à la traduction depuis plusieurs années, principalement pour la revue Galaxies.

### Romans
- Éthique du contact, éditions Atria, 2013
- IF 837, éditions Atria, 2012[5]
- Aliénations, éditions Asgard, 2011[6]
- Sphères, éditions Interkeltia, 2009
- L'Arène des Géants, éditions Interkeltia, 2008
- La Voie Rubis, éditions L'Atelier de Presse, 2008
- Le Miroir du Temps, éditions L'Atelier de Presse, 2008
- STYx, éditions Glyphe, 2007 [7]
- Panique au quartier latin, éditions Gisserot, 2006
- La Boucle d'octobre, éditions Black Coat Press, collection Rivière Blanche, 2006[8]
- Huis Clones, éditions Fleuve noir, collection Anticipation, 1998[9]
- Planète des vents, éditions Fleuve noir, collection Anticipation, 1998

### Recueils
- Coup de Pouce, éditions Lune-Ecarlate Editions, 2014[10]
- Manières noires, éditions ActuSF, 2008[11]

### Nouvelles
- Chaire à Canon, Novella publiée par Lune Ecarlate Editions Lune-Ecarlate Editions, coll. Fantastique Horreur,  2013
- Chute libre, sans temps imposé in Dimension Préhistoire, anthologie dirigée par Meddy Ligner, éd. Black Coat Press, coll. Rivière Blanche, 2013
- Miracle 2.0 in Galaxies nouvelle série n°24/66, 2013
- Ceux-qui-reviennent in Chants de Totem, anthologie dirigée par Nathalie Dau & Hélène Pédot, éd. Argemmios, 2012
- Génération spontanée in Éternelle Jeunesse, anthologie dirigée par Thomas Riquet, éd. Asgard, 2011
- Cœur à prendre in Malpertuis III, anthologie dirigée par Thomas Bauduret, éd. Malpertuis, 2011
- Guntown in La Guerre, anthologie d'une belligérance, dirigée par Yael Assia & Merlin Jacquet, éd. Hydromel, 2011
- Safari in Géante Rouge n°19, 2011
- Traverso in Dimension de Capes et d'Esprits - tome 2, anthologie dirigée par Éric Boissau, éd. Black Coat Press, coll. Rivière Blanche, 2011
- Armée de l'Air in L'Air, anthologie dirigée par Magali Duez, éd. Griffe d'Encre, 2010
- La Fontaynne du Grand Savoir, in Passages, anthologie pour la jeunesse dirigée par Lucie Chenu, éditions Oskar, février 2010
- Hic Hiacet I in Flammagories, hommage à Nicholas Lens, collectif, éd. Argemmios, 2010
- Morpho Helix in Malpertuis II, anthologie dirigée par Thomas Bauduret, éd. Malpertuis, 2010
- La Perle du désert in Arcanes, anthologie dirigée par Fabien Lyraud, éd. Voy'[el], 2010
- Un temps de cochon ! in Contes de Villes et de Fusées, anthologie dirigée par Lucie Chenu, éd. Ad Astra, 2010
- Les Éphémères in Chasseurs de Fantasmes, anthologie dirigée par Jeanne-A Debats et Michaël Fontayne, éd. Griffe d'Encre, 2009
- La Bonne Aventure in Identités, anthologie dirigée par Lucie Chenu, éd. Glyphe, 2009
- La Guerre des 41 minutes in Galaxies nouvelle série n°41 (Hors Série), 2009
- Libera me in « L », anthologie dirigée par Charlotte Bousquet, éd. CDS, 2009
- Méduses in Galaxies nouvelle série n°03/45, 2009
- Une porte vers l'au-delà in Malpertuis I, anthologie dirigée par Thomas Bauduret, éd. Malpertuis, 2009
- De l'autre côté du miroir in Manières noires, recueil, éd. ActuSF, 2008
- Forages in Manières noires, recueil, éd. ActuSF, 2008
- Manière noire in Manières noires, recueil, éd. ActuSF, 2008
- Mon journal mental in Manières noires, recueil, éd. ActuSF, 2008
- Une rencontre diaphane in Manières noires, recueil, éd. ActuSF, 2008
- La Visiteuse des tombes in Manières noires, recueil, éd. ActuSF, 2008
- Petit Soldat de l'ombre in Secrets de famille, anthologie dirigée par Anne Duguël, éd. Malpertuis, 2009
- Dernier Souffle in Parfums mortels, anthologie dirigée par Anne Duguël, éd. Malpertuis, 2007
- À quatre mains, in (Pro)Créations, anthologie dirigée par Lucie Chenu, éd. Glyphe, 2007[12]
- Liquid Moon in HPL 2007, anthologie dirigée par Anne Duguël, éd. Malpertuis, 2007
- Sang d'encre in Galaxies n°42, 2007
- Delirium Session in Fantômes du Jazz, anthologie dirigée par Alain Pozzuoli, éd. Les Belles Lettres, 2006
- Allégeance, in Tatouages, anthologie dirigée par Alain Pozzuoli, éd. Les Belles Lettres, 2005
- Coup de foudre in Univers & Chimères n°2 - La Passion, anthologie en ligne dirigée par Didier Gazoufer, 2005
- Les Îles de la tentation in Moissons futures, anthologie dirigée par Daniel Conrad, éd. La Découverte, 2005
- Water Music in Univers & Chimères n°1 - La Musique, anthologie en ligne dirigée par Lucie Chenu, 2004
- Souffrir c'est mourir un peu in Magie et Sorcellerie, anthologie dirigée par Sybille Marchetto, Oxalis éditions, 2001